# Верхоріччя
Верхорі́ччя (до 1945 року — Бія́-Сала́, крим. Biya Sala) — село в Україні, у Бахчисарайському районі Автономної Республіки Крим, центр Верхоріченської сільської ради. Розташоване на сході району.

## Географія
Селом протікає річка Марта, права притока Качи.

## Історія
Біля сіл Верхоріччя, Баштанівки, Кудрпного, Лісникового, Машиного, Передущельного і Шовковичного виявлено залишки багатьох археологічних пам'яток, у тому числі поселення доби палеоліту, неоліту, міді, бронзи, таврського і античного часів, двох таврських могильників, а також шести середньовічних поселень, трьох могильників, рештки двох замків — Тепе-Кермен, Киз-Кермен.

## Населення
За даними перепису населення 2001 року, у селі мешкала 1221 особа. Мовний склад населення села був таким:
| Мова              | Число ос. | Відсоток |
| ----------------- | --------- | -------- |
| українська        | 26        | 2,13     |
| російська         | 87,39     | 1067     |
| кримськотатарська | 109       | 8,93     |
| білоруська        | 1         | 0,08     |
| болгарська        | 1         | 0,08     |

## Фотогалерея

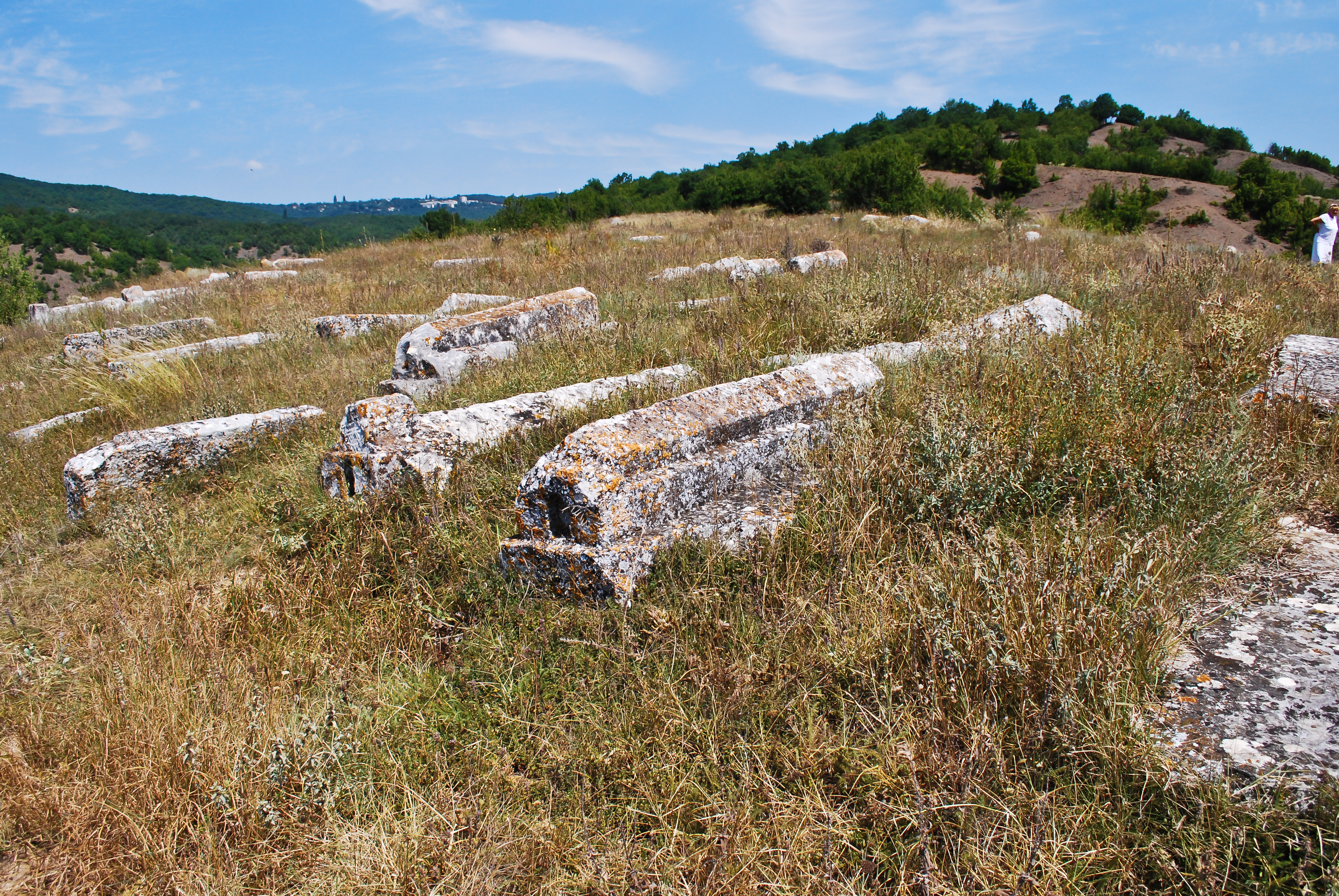
Старе «готське» кладовище, що знаходиться на пагорбі біля села.

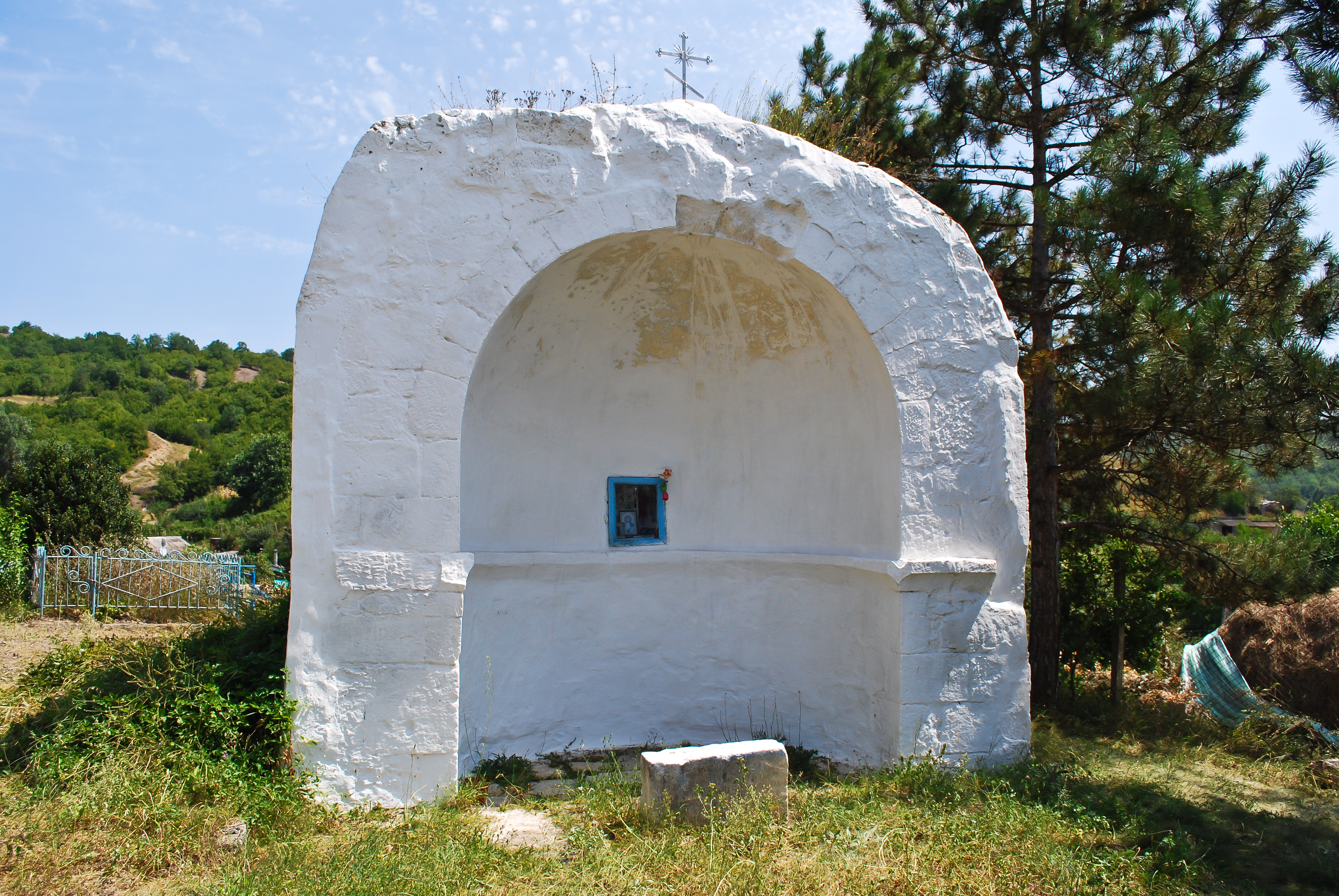
Апсида зруйнованого храму Івана Предтечи на селищному кладовищі.

## Пам'ятки
- Волоський горіх в селі Верхоріччя